# بایلاموس
«بایلاموس» (به اسپانیایی: Bailamos) (به معنی "ما می‌رقصیم") آهنگی از آلبوم چیزهایی از عشق انریکه ایگلسیاس است که در ۱۵ ژوئن ۱۹۹۹ روانهٔ بازار شد.
این ترانه اولین آهنگ انریکه ایگلسیاس است که به زبان انگلیسی خوانده شد. این آهنگ با فروش بسیار زیادی مواجه شد و در چارت‌های اسپانیا رتبه ۱ و در مجله ۱۰۰ آهنگ داغ بیلبورد قرار گرفت.